# 北大西洋条約機構の旗

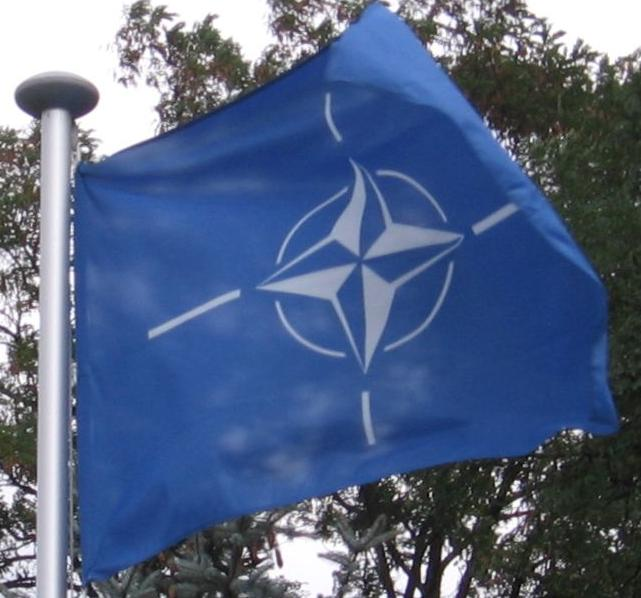
掲揚時

北大西洋条約機構の旗（きたたいせいようじょうやくきこうのはた、Flag of the North Atlantic Treaty Organisation）は北大西洋条約機構（NATO）の旗で、ネイビーの地に白い羅針図（コンパス図、コンパスローズ）の模様が描かれている。1953年10月14日に制定された。

## 規定
NATOのウェブサイトによると、旗及び模様のサイズは以下の様な比率である。
- 長さ 400（ユニット）
- 幅 300
- 星 150
- 星の後の円 115
- 星と白線の間の空間 10
- 旗の縁と白線の間の空間 30